# Beşiktaş

A kerület Isztambul térképén

Beşiktaş (ejtsd: [besiktas]) Isztambul egyik kerülete (szemt), mely a város európai oldalán fekszik a Boszporusz partján. Ide tartoznak Isztambul ismert városrészei, úgy mint Levent, Bebek, Ortaköy, Ulus, Etiler és Yıldız, melyek a kerület mahalléi. Arnavutköy 2009 óta önálló kerület. Erről a szemtről kapta a nevét Törökország legrégebbi sportegyesülete, a Beşiktaş Jimnastik Kulübü. Népessége 2008-ban 191 513 fő volt.